# Saison 3 des Routes du paradis
Chronologie
Saison 2 des Routes du paradis Saison 4 des Routes du paradis
Cet article présente la liste des épisodes de la troisième saison de la série télévisée Les Routes du paradis.

## Épisode 9:Un être  à part
- Commentaire : On voie Christopher aller au cinéma et on peut voir en affiches deux films d'horreur de 1986 : Vendredi 13, chapitre VI : Jason le mort-vivant + House.

## Épisode 10:D'homme à homme
- Al Ruscio (L'ange saint Pierre)

## Épisode  25:Don de vie
Un milliardaire sans cœur se fait tirer dessus et doit mourir. Mais dieu lui accorde une deuxième chance de se racheter en une semaine.
- Avec Leslie Nielsen